# Moviment ocular

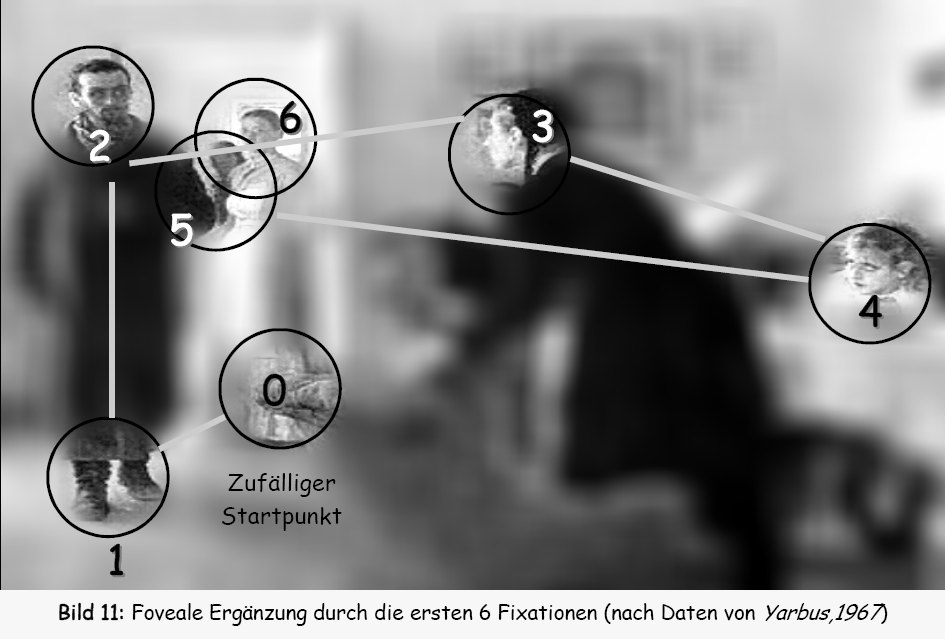
Un exemple de punts de fixació de la mirada (que comporta un moviment dels ulls) sobre una fotografia durant només dos segons.

El moviment ocular inclou el moviment voluntari o involuntari del globus ocular. Els moviments oculars són utilitzats per diversos organismes (per exemple, mamífers, mosques, ocells, peixos, crancs, pops) per fixar, inspeccionar i rastrejar objectes visuals d'interès. Un tipus especial de moviment ocular, el moviment ràpid dels ulls, es produeix durant el son REM.
Els primats i molts altres vertebrats utilitzen tres tipus de moviments voluntaris dels ulls per rastrejar objectes d'interès: seguiment suau, canvis de vergència (per enfocar un objecte proper) i moviment sacàdic. Aquests tipus de moviments semblen ser iniciats per una petita regió cortical al lòbul frontal del cervell. Això es corrobora amb l'eliminació del lòbul frontal. En aquest cas, els reflexos (com ara el reflex que mou els ulls a una llum en moviment) estan intactes, tot i que el control voluntari no es mostra.

## Músculs implicats en el moviment de l'ull humà
- Moviment ocular del múscul recte extern de l'ull, vista superior
- Moviment ocular del múscul recte intern de l'ull, vista superior
- Moviment ocular del múscul recte inferior de l'ull, vista superior
- Moviment ocular del múscul recte superior de l'ull, vista superior
- Moviment ocular del múscul oblic superior de l'ull, vista superior
- Moviment ocular del múscul oblic inferior de l'ull, vista superior
- Vista anterior del globus ocular amb els diferents músculs rectes.

## Investigació del moviment ocular sobre lletres i paraules
Bouma crea una agrupació de lletres basada en la confusió que aquestes generen. Les lletres p i d poden ser agrupades segons aquest criteri per alguns estudis, però són difícilment vistes com a confoses en tasques de reconeixement. Bouma agrupa els següents:
- Curtes: rectangulars (aszx), rodones (eoc), verticals (nmu) i obliqües (rvw)
- Ascendents: extensió (dbhk) i esbelts (tfil)
- Descendents: (qpjyg)

Tot i això, algunes parelles de lletres de diferents grups també poden generar confusió (és el cas de la <a> i la <d>, la <h> i la <n>, i també la <x> i la <k>). Aquesta classificació presenta alguns problemes, ja que es desconeix les combinacions dins el coneixement del subjecte d'una sola lletra. Es va dur a terme un estudi on els subjectes miraven lletres majúscules i minúscules que eren projectades. L'estudi conclou que el grup descendent té una mitjana menor de fixació de l'ull que indica que el subjecte està prestant atenció a aquestes lletres (la lletra v i la y, i la lletra i amb la j). La intersecció en la x, k, v, y i w sembla ser un important focus d'atenció, i en les lletres simètriques (com és el cas de la o, i la x) hi ha una centralitat en la fixació. On les lletres tenen diversos punts d'atenció (com la g, a, i la z) sembla que les diferents parts es disputen per l'atenció. Els subjectes estan atents a la projecció de les lletres, en tant que si l'estímul es troba a l'esquerra, la focalització serà a l'esquerra i viceversa. En conclusió, tot i que els models sobre la identificació de lletres no està resolt, ja que presenten algunes incongruències o variants, aquests mencionats anteriorment són un punt de partida. A diferència d'altres estudis, el que va realotzar Bouma va tenir en compte la Llei de la Gestalt figura i fons.